# Menahem (messies)
Menahem líder de la Primera guerra jueva (66-70 dC). El seu grup guerriller va ocupar la fortalesa de Masada. Menahem va ser assassinat a Jerusalem pels zelotes del grup d'Eleazar, fill de Simó, un sacerdot. Probablement va ser assassinat pel fet que els zelotes radicals no podien admetre una figura monàrquica que ocupés el lloc, reservat només a Déu.